# Chalcopasta biforis
Chalcopasta biforis är en fjärilsart som beskrevs av Max Wilhelm Karl Draudt 1926. Chalcopasta biforis ingår i släktet Chalcopasta och familjen nattflyn. Inga underarter finns listade i Catalogue of Life.